# Istituto secolare Pio X
Il Pio X (in latino Institutum seculare Pius X, in francese Institut séculier Pie X) è un istituto secolare clericale di diritto diocesano eretto nell'arcidiocesi di Québec: i membri di questo sodalizio pospongono al loro nome la sigla I.S.P.X.

## Storia
Le origini dell'istituto risalgono al 1939: venne fondato a Manchester (New Hampshire) da Henri Roy (1898–1965) con l'aiuto di un gruppo di ragazzi della Jeunesse Ouvrière Catholique per l'apostolato presso i meno favoriti della classe operaia.
In origine era una semplice associazione: dopo la promulgazione della costituzione apostolica Provida Mater Ecclesia (1947), il sodalizio si trasformò in istituto secolare e venne canonicamente eretto in istituzione di diritto diocesano con decreto dell'arcivescovo di Québec dell'8 dicembre 1959.

## Attività e diffusione
I padri dell'Istituto gestiscono case per ritiri e organizzano corsi di riabilitazione per giovani con problemi di droga e alcool.
Sono presenti in Canada, Repubblica Centrafricana, Colombia, Repubblica Democratica del Congo, Haiti, Stati Uniti d'America: la sede principale è a Charlesbourg, presso Québec.
L'istituto conta 23 membri e oltre 200 associati. Nel 2009 un membro dell'istituto, Gérard Cyprien Lacroix, è stato elevato all'episcopato e nel 2014 è stato creato cardinale da papa Francesco.